# Thế giới hợp nhất
Thế giới hợp nhất (tiếng Hàn: 다시 만난 세계; Romaja: Dashi Mannan Segye) là phim truyền hình Hàn Quốc với 3 diễn viên chính là Yeo Jin Goo, Lee Yeon-hee và Ahn Jae Hyun Bộ phim được phát sóng trên SBS vào mỗi thứ 4 và thứ 5 hàng tuần lúc 22:00 (KST) bắt đầu từ 19 tháng 7 năm 2017.

## Nội dung
Sung Hae Sung (Yeo Jin-Goo) biến mất sau một tai nạn bí ẩn. 12 năm sau, anh đột nhiên xuất hiện trở lại. Anh ấy đã 31 tuổi, nhưng anh ấy vẫn có ngoại hình và tính cách khi mới 19 tuổi. Sung Hae Sung tham gia vào một mối quan hệ lãng mạn với người bạn thời thơ ấu Jung Jung Won (Lee Yeon Hee) 31 tuổi. Anh bắt đầu sống lại cuộc sống của mình đi tìm ra hung thủ đã gây ra cái chết của mình và đổ tội cho mình là sát nhân, cùng những người bạn của mình anh đã tìm ra hung thủ và nhờ tình cảm của mình anh đã đem những đứa em của mình gần lại nhau hơn sau những hiểu lầm , khi tất cả dần viên mãn anh lại biến mất như cách anh bắt đầu

## Diễn viên

### Vai chính
- Yeo Jin Goo vai Sung Hae-sung
- Lee Yeon-hee vai Jung Jung-Won lúc già
  - Jung Chae-yeon vai Jung-Won lúc còn trẻ
- Ahn Jae-hyun vai Cha Min-Joon

### Khách mời
- Kwak Dong-yeon vai  Sung Hae-cheol, em của Hae-Sung
- Lee Si-eon
- Park Jin-joo
- Ahn Gil-gang

## Nhạc phim

### OST Phần 1
| STT | Nhan đề | Thời lượng |
| --- | ------- | ---------- |

## Tỉ lệ người xem
Trong bảng dưới, hạng bên dưới được lấy từ phần trăm người xem tại Hàn Quốc, các con số màu xanh đại diện cho chỉ số xếp hạng thấp nhất và con số màu đỏ đại diện chỉ số xếp hạng cao nhất.
| Tập        | Ngày                 | Tỉ lệ người xem trung bình | Tỉ lệ người xem trung bình | Tỉ lệ người xem trung bình | Tỉ lệ người xem trung bình |
| Tập        | Ngày                 | AGB Nielsen                | AGB Nielsen                | TNmS Ratings               | TNmS Ratings               |
| Tập        | Ngày                 | Cả nước                    | Vùng Thủ đô Seoul          | Cả nước                    | Vùng thủ đô                |
| ---------- | -------------------- | -------------------------- | -------------------------- | -------------------------- | -------------------------- |
| 1          | 19 tháng 7 năm 2017  | 6.0                        | 6.8(18th)                  | 5.5                        | 6.3                        |
| 2          | 19 tháng 7 năm 2017  | 7.5(16th)                  | 8.6(9th)                   | 6.6                        | 7.9(14th)                  |
| 3          | 20 tháng 7 năm 2017  |                            |                            |                            |                            |
| 4          | 20 tháng 7 năm 2017  |                            |                            |                            |                            |
| 5          | 26 tháng 7 năm 2017  |                            |                            |                            |                            |
| 6          | 26 tháng 7 năm 2017  |                            |                            |                            |                            |
| 7          | 27 thánng 7 năm 2017 |                            |                            |                            |                            |
| 8          | 27 thánng 7 năm 2017 |                            |                            |                            |                            |
| 9          | 2 tháng 8 năm 2017   |                            |                            |                            |                            |
| 10         | 2 tháng 8 năm 2017   |                            |                            |                            |                            |
| 11         | 3 tháng 8 năm 2017   |                            |                            |                            |                            |
| 12         | 3 tháng 8 năm 2017   |                            |                            |                            |                            |
| 13         | 9 tháng 8 năm2017    |                            |                            |                            |                            |
| 14         | 9 tháng 8 năm2017    |                            |                            |                            |                            |
| 15         | 10 tháng 8 năm 2017  |                            |                            |                            |                            |
| 16         | 10 tháng 8 năm 2017  |                            |                            |                            |                            |
| 17         | 16 tháng 8 năm 2017  |                            |                            |                            |                            |
| 18         | 16 tháng 8 năm 2017  |                            |                            |                            |                            |
| 19         | 17 tháng 8 năm 2017  |                            |                            |                            |                            |
| 20         | 17 tháng 8 năm 2017  |                            |                            |                            |                            |
| 21         | 23 tháng 8 năm 2017  |                            |                            |                            |                            |
| 22         | 23 tháng 8 năm 2017  |                            |                            |                            |                            |
| 23         | 24 tháng 8 năm 2017  |                            |                            |                            |                            |
| 24         | 24 tháng 8 năm 2017  |                            |                            |                            |                            |
| 25         | 30 tháng 8 năm 2017  |                            |                            |                            |                            |
| 26         | 30 tháng 8 năm 2017  |                            |                            |                            |                            |
| 27         | 31 tháng 8 năm 2017  |                            |                            |                            |                            |
| 28         | 31 tháng 8 năm 2017  |                            |                            |                            |                            |
| 29         | 6 tháng 9 năm 2017   |                            |                            |                            |                            |
| 30         | 6 tháng 9 năm 2017   |                            |                            |                            |                            |
| 31         | 7 tháng 9 năm 2017   |                            |                            |                            |                            |
| 32         | 7 tháng 9 năm 2017   |                            |                            |                            |                            |
| Trung bình | Trung bình           | %                          | %                          | %                          | %                          |